# ひっぱって!!パズルボブル
『ひっぱって!!パズルボブル』はタイトーから2006年2月2日に発売されたニンテンドーDS用アクションパズルである。ニンテンドーDS用『パズルボブル』としては前年の『パズルボブルDS』に続き2作目となる。

## ゲーム概要
今回の発射台はスリングショット状のものになり、ニンテンドーDSの下画面に設置。タッチペンをスライドすることによりゴムを引っ張ると同時に角度を定め、はじくことで泡を発射させるという操作に変更されている（ボタンによる従来の操作も可能）。

## ゲームモード
ひとりであそぶ
- パズル - 全250面
- エンドレス
- CPU対戦

みんなであそぶ
ワイヤレスプレイに加え、ダウンロードプレイにより1カートリッジで5人までの対戦が可能。